# José Enrique de Olano y Loyzaga
José Enrique de Olano y Loyzaga   (Liverpool, 1858 - Barcelona, 1934) fou un polític i empresari basc, nomenat comte de Fígols pel rei Alfons XIII.

## Biografia
Fill del navilier de Bilbao José Antonio de Olano e Iriondo, es llicencià en enginyeria de mines a la Universitat de Lovaina. El 1893 comprà les mines de Cercs i inicià l'explotació de les mines de carbó de Fígols, que el 1900 assolí el lloc desè del rànquing espanyol del sector. També impulsa la construcció de les colònies mineres de Sant Corneli, Sant Josep i la Consolació i del ferrocarril fins a peu de les mines, de manera que el 1911 constituí la societat Carbones de Berga SA, empresa que es va mantenir activa fins a l'any 1991.
En tractar-se d'un indret aïllat, amb manca de comunicacions i amb necessitat de tenir mà d'obra estable, Olano optà per crear una colònia a Sant Corneli amb habitatges i serveis bàsics per als miners. Olano va aplicar el model de les colònies tèxtils, les quals ja funcionaven a la comarca del Berguedà i en altres llocs de Catalunya des de 1858. Es proporcionaren habitatge i serveis indispensables (forn de pa, cantina, escola i església) als miners i a les seves famílies. D'aquesta manera es reduí l'absentisme laboral típic d'aquestes zones rurals on els miners eren també pastors, ramaders i pagesos.
El punt de partida de la colònia va ser el nucli de Sant Corneli, a 960 m d'altitud, on hi havia les primeres galeries i alguns edificis: una església d'origen romànic dedicada a Sant Corneli, un molí fariner, alguns habitatges dels miners i una cantina (botiga de queviures i productes de primera necessitat), així com un grup d'habitatges al Serrat dels Bous, avui anomenat els Tilos. A partir d'aquest primer nucli, Olano projectà la colònia de Sant Corneli, amb l'ajuda del seu enginyer en cap, l'asturià Suárez del Villar. De 1901 a 1904 va construir la seva residència particular, allunyada de la colònia però al peu de les mines, prop de l'estació del tren Fígols-Les Mines i del Santuari de la Consolació. L'edifici, una torre historicista semblant a un castell medieval, conegut com la Torre del Comte de Fígols, ha estat un dels més emblemàtics de les explotacions mineres.
El 1909, el rei va visitar la seva explotació minera al Berguedà i, juntament amb Antoni Maura i els seus acompanyants van fer estada a la torre d'Olano.
Als anys 1920, Olano va tenir la iniciativa de construir una central elèctrica al peu de les mines per aprofitar el carbó transformant-lo en energia elèctrica sense haver de traslladar-lo. La central tèrmica de Fígols es va començar a construir el 1929 i va entrar en funcionament el 1931.
L'any 1918 va passar a viure al palau dels comtes de Fígols, un edifici historicista construït per Enric Sagnier i Villavechia a la Via Augusta de Barcelona i que durant el franquisme va ser la seu de l'Escola Virtèlia. La construcció va ser enderrocada la dècada de 1970 per construir-hi l'edifici d'oficines d'IBM, ocupat posteriorment pel Departament d'Ensenyament de la Generalitat de Catalunya.

### Trajectòria política
Olano també participà en política com a membre de la fracció maurista del Partit Conservador, amb el que fou elegit diputat pel districte de Berga a les eleccions generals espanyoles de 1918, 1919 i 1920. També va ser president de la diputació provincial de Barcelona.

## Títols nobiliaris i distincions
El 25 de febrer de 1909, Alfons XIII li va concedir el títol de comte de Fígols.
Va rebre també les següents distincions:
- Caballero Gran Cruz de la Orden de San Gregorio Magno.(Cavaller Gran Creu de l'Orde de Sant Gregori el Gran).
- Caballero Gran Cruz de la Orden de la Corona de Italia. (Cavaller Gran Creu de l'Orde de la Corona d'Itàlia).